# モーレツ!科学教室
モーレツ!科学教室は、関西テレビで深夜に放送されていた科学教育番組である。

## 概要
モーレツ!科学教室は、1992年頃に関西テレビで深夜に放送されていた科学教育番組で、主な出演者は越前屋俵太と平智之である。
番組の内容としては、生徒役の"ポンチ君"に扮した越前屋俵太の発する科学的な疑問に、白衣を着た"とんち先生"に扮した平智之が答えていくという形で進行する科学番組である。様々な疑問について直感的に判りやすくなるよう説明するため、街中で実地的な実験を行うシーンは、後年のたけしのコマ大数学科における、コマ大数学研究会チームの回答法にも通ずる、素人にも理解し易い物であった。また、街中での実験では、越前屋表太が歩いている人にいきなりシャンプーをするなど、当時の深夜番組ならではの奇抜・過激とも言える内容でも知られる。

## 主な放送内容
- パブロフの犬大作戦
- フィードバックしてみよう
- 温度の不思議
- エネルギー大爆発
- FAXのひみつ
- 重力の不思議
- 刷り込み大作戦
- 分子間力ってなあに？
- 静電気をつかまえよう
- 走光性ってなあに？
- 膨張宇宙の謎
- 幼児の図式大作戦
- 空間と行動ってなあに？
- フェロモンの秘密
- カクテル・パーティー効果の謎
- 公開講義だ ファジー集合
- 砂山を科学しよう
- 突然訪問科学
- モーレツ！科学教室 ファイナルライブ

## スタッフ
- 企画：谷口泰規（関西テレビ）
- 企画協力：メディアコンセプトリサーチ
- 【講義】
  - 構成：岩田俊太郎
  - CG作成：金山和弘（ジャイブメディア）
- 【実験】
  - 構成：越前屋俵太
- スタッフ
  - カメラ：岩爪勝（タイトビジョン）
  - 音声・VE：田畑文平
  - CA：中尾三規雄
  - 編集・MA：東藤秀明・井上聖司（共にジャイブメディア）
  - スタイリスト：LEEL IN 斎藤
- 衣裳協力：越前屋服飾研究所
- 製作進行：小林洋一（ペンゲット）
- ディレクター：松林展也（ペンゲット）
- AD：野口洋
- プロデューサー：谷雅徳（アルファウェイブ）
- 製作総指揮：越前屋俵太
- 制作協力：ALPHA WAVE
- 制作著作：関西テレビ放送